# Eslettes
Eslettes is een gemeente in het Franse departement Seine-Maritime (regio Normandië) en telt 1396 inwoners (1999). De plaats maakt deel uit van het arrondissement Rouen.

## Geografie
De oppervlakte van Eslettes bedraagt 5,1 km², de bevolkingsdichtheid is 273,7 inwoners per km².
De onderstaande kaart toont de ligging van Eslettes met de belangrijkste infrastructuur en aangrenzende gemeenten.

## Demografie
Onderstaande figuur toont het verloop van het inwonertal (bron: INSEE-tellingen).